# StarDict
StarDict — свободная оболочка для электронных словарей с открытым исходным кодом, способная, кроме собственно вывода статей, осуществлять перевод, озвучивать слова, использовать нечёткие запросы и шаблоны, поиск в онлайновых словарях. Разрабатывается на языке C++, с использованием графической библиотеки GTK 2 и кодировки UTF-8.

## История
Словарь является наследником программы StarDic, которую разработал Ма Суань (кит. 馬蘇安) на Motif/LessTif, включая название и следование версий. Предыдущие версии программы имели интерфейс, сходный со словарём PowerDict, разработанным китайской компанией Kingsoft. С версии 2.4.2 дизайн отходит от интерфейса PowerDict увеличением возможностей поиска и добавление словарей различных языков.
С сентября 2006 доступна онлайн-версия, которая включает все основные словари проекта. Начиная с версии 2.4.5 StarDict может работать без использования библиотек GNOME 2.
Версия 3.0.1 вышла в ноябре 2007 года.

### Смена хостинга
17 июня 2011 проект был удалён с SourceForge, где велась его разработка. Сотрудник поддержки SourceForge указал, что проект был удалён по причине получения сообщений о нарушении авторского права.
28 июня 2011 был создан проект на Google Code и разработка была продолжена там.

## Возможности
- Поиск по шаблону. Можно вводить слова, содержащие «*» и «?» как шаблоны.
- Нечеткий запрос. Можно воспользоваться «нечётким запросом». Он использует алгоритм Левенштейна для подсчёта похожести двух слов, и выдаёт слова, которые наиболее подходят введённому запросу. Для использования этой возможности запрос должен начинаться с «/».
- Полнотекстовый поиск предназначен для поиска слов и словосочетаний (пробелы необходимо экранировать символом "\") в словаре без помощи индекса. Более медленный поиск, но позволяет искать совпадения в текстах статей.
- Сканирование выделенного. При выделении слова и, в зависимости от настроек, при нажатии клавиш его перевод отображается во всплывающем окне.
- Управление словарями. Выключение ненужных словарей, а также установка порядка их использования при запросе.
- Поиск в интернете для различных онлайн словарей.
- Произношение слов. При наличии звуковых записей словарь может выполнять произношение слов.
- Перевод полных текстов, используя интернет-сервисы.

## Недостатки
- Оболочка для Windows всегда добавляет в список словарей интернет словарь Dict.cn в активном состоянии, удаление этого словаря из списка помогает только в пределах текущей сессии (проверено на версии 3.0.3).
- При запрещении доступа к интернету программа по завершении работы остается в памяти и повторный запуск невозможен. Приходится выгружать её из памяти в Диспетчере Задач (проверено на версии 3.0.3).

## Словари в формате StarDict
Формат планировался как надстройка над DICT и является по сути нагромождением устаревших форматов, вобравшим в себя большое количество своих предшественников; также, файлы могут содержать смесь различных кодировок. При его разработке много внимания уделялось уменьшению времени загрузки и увеличению быстродействия словаря, хотя сегодня возможности не только настольных, но и мобильных устройств уже не требуют подобных усилий. Всё вышеперечисленное сказалось на сложности поддержки формата. Однако, за счёт того, что StarDict являлся первым появившимся свободным форматом, он приобрёл большую популярность.
Формат словаря полностью основан на DICT (также использует dictzip для сжатия), файл словаря по сути представляет собой архив из нескольких файлов:
- файла с настройками и мета-информацией о словаре (.ifo)
- файл со списком всех слов и оффсетами для каждого слова (.idx)
- файл с информацией о синонимах (.syn)
- файл с информацией о порядке слов (англ. collation) (.clt)
- файл с текстовой информацией в формате DICT (.dict), дополненное различными медиа-файлами и разметками других словарных форматов (такие как KingSoft PowerWord XML, MediaWiki и файлы XDXF).
- различные медиа-файлы.

Для программы доступно большое количество (более пятисот) словарей по различным тематикам перевода на более чем 40 языках. Для StarDict были портированы словари из DICT, *Quick, Blowfish, XDICT, cdict5 и др. При установке пакета WyabdcRealPeopleTTS словарь позволяет также озвучивать переводимые слова.
Определённые проблемы существуют при создании новых словарей, так как до сих пор нет удобных редакторов. Однако, существует простой редактор StarDict Editor, поставляемый вместе с программой. Формат словаря открыт, и, в частности в рамках проекта XDXF, разработаны конвертеры из многих распространённых форматов.

## Другие связанные программы
Существует консольная версия (SDCV — StarDict under Console Version) словаря, для работы которой не требуется X сервер. Консольная версия может работать в интерактивном и неинтерактивном режиме, поддерживает все виды запросов графической версии. Последней версией является 0.5.2, выпущенная 16 августа 2017.
Благодаря популярности программы и наличию большого числа словарей другими разработчиками создано несколько похожих программ, использующих словари в формате StarDict и/или копирующих интерфейс программы. Так, TeeDict разработанный для платформы J2ME использует тот же формат словарей, а QStarDict, базирующийся на Qt вместо GTK+, также практически полностью копирует интерфейс программы.
Начиная с версии 0.3.0, создателями мультиформатного словаря SimpleDict также заявлена поддержка формата StarDict.
Несколько StarDict-совместимых программ доступны для iPhone, iPod touch и iPad в App Store, включая GuruDic, TouchDict, weDict,  Alpus, Dictionary Universal..., также бесплатный iStarDict, который доступен в магазине Cydia. Android устройства могут использовать Alpus, Wordmate или AntTek Dict. Также доступен  gTongue Dictionary для Windows Phone.